# Бути ибн Сухайл
Бути ибн Сухайл Аль Мактум (араб. بطي بن سهيل آل مكتوم) или Бути I (1851, Шиндагха, Дубай — ноябрь 1912) — шейх Дубая в 1906—1912 годах.

## История
Шейх Бути ибн Сухайл был двоюродным братом шейха Мактума ибн Хашера и наследовал ему на престоле Дубая уже в преклонном возрасте (дети шейха Мактума ко времени смерти их отца были ещё несовершеннолетними). Во внешней и внутренней политике шейх Бути следовал либеральной политике своего предшественника.
Время правления шейха Бути совпало с периодом сильных бурь и штормов в Персидском заливе. Так как большая часть населения Дубая была так или иначе связана с морем — занималась рыболовством, ловлей жемчуга и морской торговлей и перевозками, неблагоприятные условия в Персидском заливе не могли не сказаться на экономике Дубая; также снизилась численность его населения. Пустынные берега Дубая стали использоваться шайками контрабандистов для нелегальной торговли, в том числе и огнестрельным оружием.
В декабре 1910 года на берег в Дубае, в городском районе Шиндагха, высадились вооружённые моряки с британского корвета «Гиацинт», преследуя группу вооружённых контрабандистов. При этом англичане грубо нарушили суверенитет Дубая. Население города восприняло неожиданное появление на улицах города британского вооружённого отряда как начало военного вторжения и в Дубае развернулось настоящее сражение. Многие англичане были в этих столкновениях убиты и ранены, остатки же десантного отряда бежали на корвет. Шейх Бути, с одной стороны постарался успокоить своих подданных, с другой — начал переговоры с англичанами. В конце концов стороны пришли к соглашению, что Дубай должен будет заплатить компенсацию вразмере 50.000 риалов, выдать англичанам 400 винтовок, а также разрешить проведение англичанами в Дубай телеграфа и возведение в нём их укреплённого военного поста.
Правя в таких условиях, шейх Бути ибн Сухайл был постоянно вовлечён в улаживание различных междоусобиц между местными племенами, волнений и мелких региональных конфликтов. В 1912 году, после его смерти, трон Дубая наследовал шейх Саид ибн Мактум.